# Célula de lugar

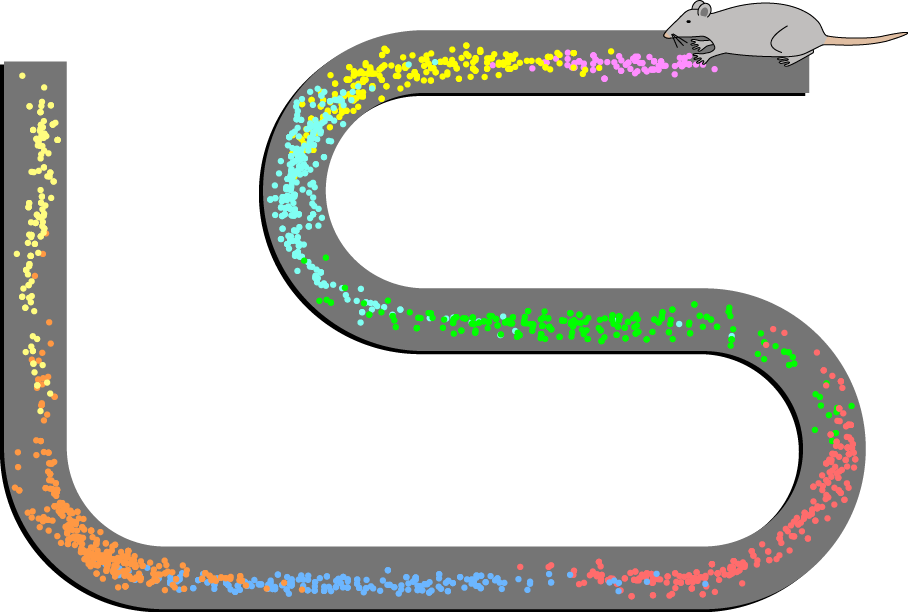
Padrões espaciais de disparo de 8 células da subregião CA1 de um rato. O rato correu ida e volta ao longo da pista, parando em cada extremidade para comer uma pequena recompensa em comida. Os pontos indicam as posições onde os potenciais de ação foram disparados, sendo que cada cor indica que o potencial de ação foi disparado a partir de um neurônio específico daquela cor.

Uma célula de lugar é um tipo de neurônio de formato  piramidal encontrado no hipocampo, que se torna ativo quando um animal entra em um local específico de seu ambiente; este lugar é conhecido como o campo local. Uma dada célula de lugar vai ter apenas um ou poucos campos locais em um ambiente pequeno, típico de laboratório; porém, em regiões maiores, haverá mais campos locais para a mesma célula. Não há nenhuma topografia aparente para o padrão dos campos locais, ao contrário de outras áreas do cérebro como o córtex visual, no qual células vizinhas são mais propensas a ter campos próximos do que células distantes. Em um ambiente diferente, uma parte das células de local do ambiente anterior continuarão possuindo campos locais, agora codificando regiões não relacionadas com a região anterior.
Acredita-se que células de local atuam, coletivamente, como uma representação cognitiva de uma localização específica no espaço, conhecido como um mapa cognitivo. Células de local trabalham com outros tipos de neurônios do hipocampo e de regiões vizinhas para realizar este tipo de processamento espacial, como as chamadas células de grade, que disparam em forma de grade enquanto o animal percorre o local. Apesar de células de grade e células de lugar serem a base neural para 
o desenho do espaço físico no cérebro de roedores, ou seja, funcionam em conjunto, é importante salientar que as diferentes células são encontradas em locais distintos. As células de grade estão presentes na região do córtex entorrinal, ao passo que as células de lugar localizam-se na região do hipocampo, e essas localizações são  captadas eletrofisiologicamente. Mas as maneiras pelas quais essas células funcionam dentro do hipocampo estão ainda sendo compreendidas.
Em roedores, a memória espacial está vinculada ao hipocampo. Utilizando eletrodos na região do hipocampo denominada giro denteado, é possível detectar neurônios que respondem à posição do animal no ambiente. Esses neurônios que referenciam um lugar são chamados "células de lugar". Estudos com ratos demonstraram que as células de local tendem a disparar subitamente quando o rato entra em um novo ambiente, porém fora do seu campo de disparo tais células tendem a ser relativamente inativas. Foi mostrado que células de lugar têm a capacidade de, subitamente, alterar seu padrão de disparo, fenômeno conhecido como "remapeação" e mesmo que células de local mudem de acordo com o ambiente externo, elas são estabilizadas por atratores dinâmicos que "permitem ao sistema resistir a pequenas mudanças da entrada sensorial e responder coletivamente e coerentemente a maiores mudanças". Embora as células sejam parte de um sistema cortical não-sensorial, seu padrão de disparo é fortemente correlacionado com a entrada sensorial. Células de lugar disparam quando o animal está localizado em partes do ambiente chamadas de campos locais. Estes circuitos podem ter implicações importantes para a memória, uma vez que eles fornecem o contexto espacial de memórias e experiências passadas. Como muitas outras partes do cérebro, o circuito das células de lugar são dinâmicos. Eles estão constantemente se ajustando e remapeando para estar de acordo com a localização atual do animal. Células de lugar não funcionam sozinhas para criar uma representação espacial; elas são parte de um circuito complexo que informa a sensibilização provocada por um local e a memória do local.
O Prêmio Nobel em Fisiologia ou Medicina de 2014 foi atribuído a John O'Keefe pela descoberta de células de lugar, e para Edvard e Pode-Britt Moser pela descoberta de células de grade.

## Descoberta
Tais células foram descobertas no cérebro, especificamente no hipocampo, por O'Keefe e Dostrovsky (1971). Embora o hipocampo tenha um papel importante na aprendizagem e na memória, a existência de células no hipocampo demonstra o papel que ele desempenha para adaptação e percepção espacial. Foram registrados aumentos no padrão de disparo de ratos em ambientes abertos e registrados danos de aprendizagem e consciência espacial após danos ao hipocampo e consequentemente suas células de lugar. Estudos com ratos demonstraram que células de lugar são muito sensíveis ao ambiente. Por exemplo, um estudo realizado por John O'Keefe e Lynn Nadel descobriu que células de lugar disparam mais rapidamente quando ratos percorrem um local, quando algum ítem novo é adicionado ao local ou qunado um ítem que estava no local não se encontra mais presente.
Depois que O'Keefe e Dostrovsky perceberam a existência de células de lugar no hipocampo, em 1971, eles conduziram um estudo cinco anos depois com ratos que demonstrou que estas células disparam sempre que o rato estava em determinados locais do ambiente. Este foi um dos primeiros indicadores de que células de lugar são relacionadas com a orientação espacial. Eles também descobriram que células de local disparam em diferentes áreas do hipocampo, dependendo de onde o rato foi, e toda a rede de disparos constitui o ambiente em que o rato está (O'Keefe 1976, Wilson & McNaughton 1993). A medida que o ambiente mudava, as mesmas células de lugar disparariam, porém a relação e a dinâmica dos campos de disparo iria mudar (O'Keefe & Conway 1978). Portanto, acredita-se que células de lugar dão aos seres humanos e aos animais um guia para o ambiente. Células de lugar são geralmente observadas através do registro de seus potenciais de ação. A medida que seres humanos ou animais navegam em ambientes grandes e então chegam em determinado local, há um aumento notável na taxa de disparo das células de lugar, uma vez que um local específico foi atingido (Eichenbaum, Dudchencko Madeira, Shaprio e Tanila, 1999).
Tem havido muito debate sobre a possibilidade das células de lugar serem determinadas por pontos de referência, por limites entre ambientes ou pela interação destes dois fatores. Também tem sido muito estudado se tais células sinalizam também informações não espaciais além das informações espaciais. 

Células de lugar estão localizadas no hipocampo, uma estrutura cerebral localizada no lobo temporal medial do cérebro.

## Função

### Campos locais
Células de local disparam em regiões específicas chamadas campos locais. Campos locais são análogos a campos receptivoes de neurônios sensoriais, no qual a região de disparo corresponde a uma região do ambiente com determinada informação sensorial. Uma boa representação de campos locais pode ser vista em inglês aqui. Esta animação mostra campos locais disparando em sucessão a medida que o rato se move em um caminho linear. Campos locais são portanto considerados alocêntricos em vez de egocêntricos, o que significa que eles são definidos com respeito ao mundo exterior, ao invés do corpo. Orientando-os de acordo com o ambiente, campos locais podem trabalhar de maneira eficaz como mapas neurais do ambiente ao redor.

### Entrada sensorial
Acreditava-se inicialmente que células de lugar disparavam com relação direta a entradas sensoriais simples, mas estudos sugerem que este pode não ser o caso. Campos locais são geralmente afetados por grandes alterações sensoriais, como a remoção de um marco de um ambiente, além de responder a mudanças sutis, como uma alteração na cor ou a forma de um objeto. Isto sugere que as células de local respondem a um estímulos complexos. De acordo com um modelo conhecido como diferenciação funcional, a informação sensorial é processada em várias estruturas corticais do hipocampo antes de realmente atingir a estrutura em questão, de modo que as informações recebidas pelas células de local são uma compilação de diferentes estímulos.